# Kosma (Zilma)
Die Kosma (russisch Ко́сма) ist ein linker Nebenfluss der Zilma im Autonomen Kreis der Nenzen in der Republik Komi in Nordwestrussland.
Die Kosma entspringt an der Ostflanke des Timanrückens im Autonomen Kreis der Nenzen. Sie fließt zuerst nach Südwesten, wendet sich dann nach Südsüdost längs dem Timanrücken. Sie fließt in die Republik Komi und trifft nach 251 km auf die nach Osten fließende Zilma. Das Einzugsgebiet der Kosma umfasst 4850 km². 